# Kokarde

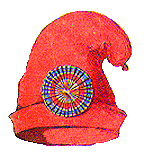
Frygische muts met kokarde, zoals die gedragen werd tijdens de Franse Revolutie

De oranje kokarde van Nederland

Een kokarde is een meestal rond insigne, vaak gedragen op een hoed of muts, dat een bepaald land, gebied of organisatie (zoals een leger, koninklijk huis of politieke partij) of een bepaalde rang of functie symboliseert. De rood-wit-blauwe kokarde stond symbool voor de Franse Revolutie en was de oorsprong van de Franse vlag.
Een kokarde bestaat uit aan elkaar geknoopte strikken en wordt vaak op een hoofddeksel gedragen. In de 18e eeuw werd een kokarde vastgespeld aan de hoed of jaslapel van een man. Vrouwen droegen de kokarde vastgespeld aan hun hoed of haar. De kleuren van de kokarde gaven aan tot welke politieke fractie de drager behoorde, of welke rang of functie de drager had. 
Tijdens de Amerikaanse Revolutie hadden de Amerikaanse rebellen, die geen uniformen droegen, een kokarde als ranginsigne. De kleur van de kokarde gaf de militaire rang van de drager aan. Tijdens de Franse Revolutie werd in Frankrijk de blauw-rode kokarde van Parijs samengevoegd met de witte kokarde van het Huis Bourbon om zo de oorspronkelijke rood-wit-blauwe tricolore van Frankrijk te vormen. Op aandringen van de markies de La Fayette tooide koning Lodewijk XVI zich met een Frygische muts met tricolore kokarde om zo zijn steun aan de Franse Revolutie te tonen.
In het Duitse Keizerrijk droegen militairen twee kokardes op hun hoofddeksel: een zwart-wit-rode kokarde voor het keizerrijk en een kokarde met de kleuren van het landsdeel of koninkrijk waaruit ze afkomstig waren.
In 1909 begon de Franse luchtmacht de nationale kokardes te gebruiken als symbool op hun vliegtuigen. Hierna begonnen ook vele andere landen deze gekleurde cirkels, de zogenaamde roundels, op hun militaire vliegtuigen aan te brengen.
De nationale kokarde van België is zwart-geel-rood, de kleuren van de Belgische vlag. De nationale kokarde van Nederland is geheel oranje. 